# بات برادي (ممثل)
بات برادي (بالإنجليزية: Pat Brady)‏ هو ممثل أمريكي، ولد في 31 ديسمبر 1914 في الولايات المتحدة، وتوفي بنفس المكان في 27 فبراير 1972 بسبب حادث مرور.

## وصلات خارجية
- بات برادي على موقع IMDb (الإنجليزية)
- بات برادي على موقع ميوزك برينز (الإنجليزية)
- بات برادي على موقع إن إن دي بي (الإنجليزية)
- بات برادي على موقع قاعدة بيانات الفيلم (الإنجليزية)